# غافورانو
غافورانو (بالإيطالية: Gavorrano)‏ هي كومونا بجانب الجبل في مقاطعة غروسيتو في منطقة تسكانة بغرب إيطاليا، وتقع على بعد 100 كم (62 ميل) جنوب غرب فلورنسا و 25 كم (16 ميل) شمال غرب غروسيتو.